# Патриша Локвуд
Патриша Локвуд (енгл. Patricia Lockwood, Форт Вејн, Индијана, САД, 27. април 1982) је америчка песникиња, романописац и есејиста. Њен дебитантски роман из 2021. године, No One Is Talking About This (Ово нико не помиње), освојио је награду Дилан Томас. Њени мемоари Priestdaddy из 2017. освојили су Турберову награду за амерички хумор. Њене збирке поезије укључују Motherland Fatherland Homelandsexuals, значајну књигу New York Times Notable Book-а из 2014. Од 2019. ради као уредник у Лондонском прегледу књига.
Она је позната по томе што ради у различитим жанровима и између њих. „Ваш рад може да пређе у облик који људи праве за вас“, рекла је за Slate у интервју 2020. "Или можете покушати да разбијете тај облик."  Године 2022. добила је награду Америчке академије за уметност и књижевност Мортон Даувен Забел за свој допринос на пољу експерименталног писања.
Локвуд је једини писац са белетристичним и публицистичким делима које је  The New York Times изабрао за 10 најбољих књига године. Са четири године, она такође држи рекорд за најкраћи период између поновљених појављивања на листи.
Kirkus Reviews ју је назвао „наш водич за превазилажење размишљања о интернету као о ствари одвојеној од стварног живота и праве уметности“, а  Garden Gun: „богиња авангарде“.

## Рани живот
Локвуд је рођена у Форт Вејну, Индијана. Има четворо браће и сестара.  Њен отац Грег Локвуд пронашао је религију док је служио као поморац на нуклеарној подморници у Хладном рату. Његово преобраћење га је прво довело до лутеранске цркве, затим до њене службе и коначно до римокатолицизма. Године 1984. затражио је рукоположење као ожењени католички свештеник од тадашњег надбискупа Светог Луиса Џона Меја према посебној пасторалној одредби коју је издао Папа Јован Павле II 1980. године. Локвуд је стога имала ретко искуство одрастања у католичком жупном дому, као део традиционалне америчке уже породице, али са свештеником као оцем. Локвуд је одрастала у Сент Луису, Мисури и Синсинатију, Охајо, похађајући тамошње парохијске школе, али никада није ишла на колеџ.

## Каријера
„Удала се са 21, једва да је икада имала посао и, по њеном причању, изгледа да је свој одрасли живот провела у прустијанском ставу, пишући сатима сваког дана са свог 'радног кревета'“, наводи се у профилу у The New York Times Magazine. Током тог периода, од 2004. до 2011, Локвудове песме су почеле да се нашироко појављују у часописима укључујући The New Yorker, Poetry и London Review of Books.

### Твитер
Године 2011, Локвуд се придружила Твитеру и тамо је привукла пажњу својом комедијом и поетиком, укључујући ироничну форму „секса“ коју је она створила, њено повезивање са Weird Twitter покретом  и својим оданим следбеницима. The Atlantic је уврстио Локвуд на своју листу „Најбољих твитова свих времена“, где је она била једини аутор два пута. Као одговор на Локвудов популарни твит ".@parisreview So is paris any good or not", The Paris Review је два пута објавио рецензије Париза.

### Balloon Pop Outlaw Black
2012. године, мала штампарија Octopus Books је објавила Локвудову прву збирку поезије, Balloon Pop Outlaw Black. Chicago Tribune је похвалио дело због његове „дивљачке интелигенције“. Збирку су на крају године уврстили The New Yorker  и Pitchfork Media  и постала је један од најпродаванијих наслова инди поезије свих времена.  На насловној страни налази се оригинална уметничка дела карикатуристке Лизе Ханавалт.

### "Шала о силовању"
У јулу 2013, веб-сајт општег интереса The Awl објавио је Локвудову песму у прози  "Rape Joke" (Шала о силовању)  која је брзо постала вирална сензација. Песма развија лично искуство које је Локвуд имала са 19 година у шири коментар културе силовања. The Guardian је написао да је песма „лежерно пробудила интересовање генерације за поезију“. Фондација за поезију прогласила је песму „светски познатом“. Песма је изабрана за издање серије Најбоља америчка поезија 2014. и освојила је награду Пушкарт. Од тада је преведена на више од 20 језика.

### Motherland Fatherland Homelandsexuals
Penguin Books је 2014. објавио другу Локвудову збирку поезије, Motherland Fatherland Homelandsexuals. На насловној страни књиге налазе се оригиналнији Ханавалтови радови. Критичар The New York Times Двајт Гарнер похвалио је књигу због њених „неизбрисивих детаља налик на снове“. Стефани Берт, која је писала за The New York Times Book Review, хвалила га је као „у исто време љутију и забавнију, више прилагођену нашем времену и бизарнију, него што већина поезије икада може да добије“. The Stranger је назвао Motherland Fatherland Homelandsexuals „прва права књига поезије која је објављена у 21. веку“. Rolling Stone је укључио Локвуда и књигу на своју врућу листу за 2014, а The New York Times ју је назвао запаженом књигом.

### Свештеник
Riverhead Books је објавио Локвудове мемоаре Priestdaddy (Свештеник) у мају 2017. Књига, коју је The New York Times назвао „електрична” и The Washington Post ” „изванредна”, описује њен повратак као одрасле особе да живи у очевом жупном дому и бави се питањима породице, веровања, припадности и личности. У јулу 2017, Imagine Entertainment је објавио да је изабрао Priestdaddy за план да се направи као ТВ серија. Мемоари су проглашени за једну од 10 најбољих књига у 2017. од стране The New York Times Book Review, једном од најбољих књига године The Washington Post, The Boston Globe, The Chicago Tribune, The Sunday Times, The Guardian, The New Yorker, The Atlantic, New York, Elle, NPR, Amazon  Publishers Weekly, између осталих, био је финалиста Киркусове награде, а награђен је наградом Турбер за амерички хумор 2018. године. Times је 2019. уврстио књигу на своју листу „50 најбољих мемоара у протеклих 50 година“, а Guardian ју је прогласио једном од 100 најбољих књига 21. века.

### Ово нико не помиње
Riverhead Books је објавио Локвудов дебитантски роман,No One Is Talking About This (Ово нико не помиње), у фебруару 2021. Истовремено га је објавио Bloomsbury у Великој Британији. Књига прати интеракције неименоване протагонисткиње са виртуелном платформом под називом „портал“. Пишући за The New York Review of Books, Clair Wills је хвалила роман као "посвећеног Остиновог друштвено-литерарног стила — роман запажања, укрштен са мемоарима о породичној кризи и написан као песма у прози, прожета метафором."  У The Wall Street Journal, Емили Бобров је назвала роман „умјетним“ и „интимним и дирљивим портретом љубави и туге“. Освојила је награду Дилан Томас 2022. године, ушла је у ужи избор за Букерову награду 2021. и била је једна од 10 најбољих књига New York Times у 2021.

### Есеји и критике
Локвудови есеји и књижевна критика, пре свега у London Review of Books, сакупљени су у серији  The Best American Essays и представили радове аутора укључујући Вирџинију Вулф, Џоун Дидион и Рејчел Ингалс. The New Yorker је назвао Локвудову „чаробњаком рецензентом“, а The Paris Review ју је славио као „културну критичарку на врхунцу моћи“. Хвалећи њено „фино размишљање“ и „сврсисходну комедију“, Вајат Мејсон у The New York Times Magazine је закључио: „Ништа вас неће натерати да читате књижевну критику“ ако Локвуд не може.

## Лични живот
Локвуд је оболела од КОВИД-19 у марту 2020. године, а од фебруара 2021. и даље је живела са дугим симптомима КОВИД-а. Удата је за Џејсона Кендала, „новинара, дизајнера и уредника“.
Локвуд је признала да је већи део другог дела No One Is Talking About This (Ово нико не помиње) инспирисан догађајима из стварног живота око њене нећакиње Лене, прве особе којој је ин утеро дијагностикован Протеусов синдром.

### Фикција
- No One Is Talking About This (Ово нико не помиње) (Riverhead Books, 2021)

### Документарна литература
- Priestdaddy (Свештеник) (Riverhead Books, 2017)

### Поезија

#### Збирке
- Balloon Pop Outlaw Black (Octopus Books, 2012)
- Motherland Fatherland Homelandsexuals (Penguin Books, 2014)
- Penguin Modern Poets 2, Controlled Explosions: Michael Robbins, Patricia Lockwood, Timothy Thornton (Penguin Books, 2017)

#### Списак песама
| Наслов                                        | Година | Први пут објављено                                                         |
| --------------------------------------------- | ------ | -------------------------------------------------------------------------- |
| What Is the Zoo for What                      | 2013.  | The New Yorker; 28. октобар 2013; том 89, број 34, стране 56–57.           |
| The Ode on a Grecian Urn                      | 2017.  | Poetry; 1. септембар 2017; Poetry                                          |
| Government Spending                           | 2013.  | Poetry; 1. децембар 2013; Poetry                                           |
| Love Poem Like We Used to Write It            | 2011.  | The New Yorker; 28. новембар 2011; The New Yorker                          |
| Rape Joke                                     | 2013.  | The Awl; 25. јул 2013; The Awl Архивирано на веб-сајту (15. новембар 2023) |
| How Do We Write Now                           | 2018.  | Tin House; 10. април 2018; Tin House                                       |
| The Hypno-Domme Speaks, and Speaks and Speaks | 2013.  | Poetry; 1. децембар 2013; Poetry                                           |
| Jewel Thief Movie                             | 2017.  | Poetry; 1. септембар 2017; Poetry                                          |
| The Arch                                      | 2012.  | Poetry; 1. април 2012; Poetry                                              |
| The Pinch                                     | 2017.  | The Awl; 16. март 2017; Poetry Архивирано на веб-сајту (22. април 2023)    |